# Claudius Prytz
Claudius Johannis Prytz (Claes Hansson Prytz), född 18 maj 1585 i Arboga, död 18 augusti 1658 i Norrköping, var en svensk präst.

## Biografi
Prytz föddes 18 maj 1585 i Arboga. Han var son till en kyrkoherde Johannes Prytz och Margareta Pedersdotter i Söderköping. Prytz blev efter studierna i Arboga student vid Uppsala universitet år 1605. Han prästvigdes 21 december samma år. Efter det besökte han högskolor utomlands och blev 1608 magister vid Wittenbergs universitet. Prytz blev 24 april 1611 hovpredikant hos hertig Johan av Östergötland på Bråborg. Han blev 24 januari 1619 kyrkoherde i Högby församling. Prytz blev 8 mars 1639 kyrkoherde i Sankt Olofs församling i Norrköping. Han blev samma år kontraktsprost i Norrköpings kontrakt. Prytz avled 18 augusti 1658 i Norrköping och begravdes 12 september samma år av biskop Samuel Enander i S:t Olai kyrka.

### Familj
Prytz gifte sig första gången med Margareta Ericsdotter Holm (död 1638). Hon var dotter till kyrkoherden Ericus Holm och Anna Pedersdotter i Styrestads församling. De fick tillsammans barnen borgmästaren Peter Prytz (död 1659) i Stockholm, landskamreren Eric Prytz (1617–1683) i Falun, justitieborgmästaren Johan Prytz (1621–1667) i Stockholm och Anna Prytz som var gift med kyrkoherden Benedictus Bruzœus i Risinge församling.
Prytz gifte sig andra gången 23 april 1640 med Karin Holm (1617–1654). Hon var dotter till kyrkoherden Hans Matthiæ och Brita Evertsdotter Holm i Norrköping. De fick tillsammans barnen Margareta Prytz som var gift med kyrkoherden Magnus Livin i Säby församling och kyrkoherden Eric Headenius i Misterhults församling, Catharina Prytz (död 1689) som var gift med rådmannen Arvid Noreen i Stockholm och Elisabeth Prytz (född 1646).